# Crossfit
Crossfit je fitnes režim razvijen od strane Grega Glassmana i registrovani je zaštitni znak kompanije CrossFit, Inc. koju su osnovali Greg Glassman i  Lauren Jenai 2000. godine. 
Promovisan kao filozofija fizičkog vežbanja i kao takmičarski fitnes sport, trening CrossFit-a se bazira na funkcionalnim pokretima koji uključuju mnoge elemente kao što su: intervalni trening visokog intenziteta, olimpijsko dizanja tegova, pliometrija, pauerlifting, gimnastika, girje, kalistenika, strongmenske i druge vežbe.
Intenzitet je od suštinskog značaja za rezultate kao i rad pod određenim vremenskim periodom ili težinom. Konstantnom promenom različitih pokreta, i intenziteta dobijaju se sjajni rezultati u fitnesu. Zajednica koja spontano nastaje kada ljudi zajedno rade ove vežbe je ključna komponenta zašto je CrossFit tako efikasan. Ovaj fitnes program primenjuje preko 13.000 pridruženih teretana-članica, te pojedinci koji vežbaju različite dnevne treninge (inače poznate kao "WODs" ili "treninzi dana").
CrossFit program je vođen podacima. Koristi se bela tabla za vežbe i rezultate, štoperica za precizno merenje vremena. Postoje određena pravila i standardi tokom izvođenja vežbi. 

## Cilj CrossFit-a
Cilj CrossFit-a je da stvori opšti i širok fitnes program podržan merljivim i primetnim rezultatima. CrossFit-ova specijalnost je izbegavanje specijalizacije. Ovaj pristup teži da osobu pripremi za svakodnevne aktivnosti. Ideja je stalno menjati treninge, tako da se telo nikada ne adaptira na ono što mu je pripremljeno. Mešajući gimnastiku, dizanje tegova, kardio trening, vežbe sa vlastitim telom, pliometriju, funkcionalne pokrete itd. sveobuhvatno se izaziva telo i uči se novim veštinama svaki dan. Teški treninzi jačaju karakter i odlučnost.
CrossFit treninzi mogu pomoći u gubitku kilograma, izgradnji mišićne mase, razvoju snage i kondicije. Ali ti rezultati se najbolje ostvaruju uz adekvatnu ishranu.

## Istorija
Greg Glassman i Lauren Jenai su osnovali CrossFit, Inc. u 2000. godini. Kompanija je zamišljena nekoliko godina ranije, 1996. godine, kao CrossFit. Originalna CrossFit teretana je u Santa Kruzu (Kalifornija), a prva pridružena teretana je bila "CrossFit North" u Sijetlu (Vašington). Do 2005. godine bilo je 13 pridruženih teretana, a danas ih ima više od 13.000. Treneri povezani sa CrossFit-om su Louie Simmons, John Velbourn, Bob Harper i Mike Burgener.
Glassman je dobio potpunu kontrolu nad kompanijom nakon razvoda od Lauren. Nakon rešenja o razvodu, Lauren je pokušala prodati svoj udeo u kompaniji stranoj stranci, ali Glassman je dobio kredit od 16 miliona dolara od Summit Partners-a da kupi njen udeo. 

## Način vežbanja
CrossFit je program snage i kondicije koji se sastoji uglavnom od mešavine aerobnih vežbi, kalistenike (vežbi sa sopstvenom težinom) i olimpijskog dizanja tegova. CrossFit, Inc. opisuje svoj program snage i kondicije kao "konstantno raznovrsne funkcionalne pokrete izvršene sa visokim intenzitetom u širokom vremenskom i modalnom domenu", sa ciljem poboljšanja fitnesa, što se definiše kao "radna sposobnost u širokom vremenskom i modalnom domenu". Crossfit se bazira na kratkim, intezivnim raznolikim aktivnostima. On vas priprema da budete dobri u više stvari, a ne samo u jednoj.
CrossFit trening u podružnim teretanama ili "boksovima" obično uključuju zagrevanje koje se sastoji od trčanja, razgibavanja, vežbi na poligonu kao i preskakanje vijače, zatim segment razvoja veština, visoko-intenzivni "trening dana"(ili WOD), i period individualnog ili grupnog istezanja. Neke teretane takođe često imaju vežbe koji se fokusiraju na snagu pre WOD-a. Performanse na svakom WOD-u često se postižu i/ili rangiraju kako bi podstakle konkurenciju i pratile pojedinačni napredak. Neke podružne teretane nude dodatne časove, poput olimpijskog dizanja tegova, koji nisu fokusirani oko WOD-a. Dodatna motivacija svim CrossFit vežbačima je to što je svaki trening baziran na kombinaciji različitih vežbi. Jednostavno rečeno - nijedan nije isti. 
Zid se koristi za vežbanje stojanja na rukama. Obično se koristi kao radna veština kako bi se ojačala ramena i trup kako bi se poboljšali pokreti iznad glave i sklekovi sa stojanjem na rukama.
CrossFit teretane koriste različite discipline, koje uključuju šipke za tegove, bučice, gimnastičke prstenove, šipke za zgibove, vijače za preskakanje, girje (ruska zvona), medicinske lopte (medicinke), pliometrijske kutije (kutije za naskok), trake otpora, mašine za veslanje i različite strunjače.
CrossFit je fokusiran na "konstantno raznovrstan, funkcionalni pokret visokog intenziteta" zasnovan na kategorijama i vežbama kao što su: kalistenika, olimpijsko dizanje tegova, pauerlifting, strongmenske vežbe, pliometrija, vežbe sa sopstvenom težinom, vežbe veslanja, aerobne vežbe, trčanje i plivanje.
CrossFit program je decentralizovan ali njegove metode koriste hiljade privatnih teretana, vatrogasnih jedinica, agencija za sprovođenje zakona, i vojne organizacije uključujući Dansku kraljevsku spasilačku gardu, kao i neki profesori fizičkog vaspitanja, sportski timovi srednjoškolskih i visokoškolskih ustanova.
"CrossFit nije specijalizovani fitnes program, već namerni pokušaj optimizacije fizičke kompetencije u svakom od 10 priznatih fitnes domena", kaže osnivač Greg Glassman. Ovi domeni su: kardiovaskularna i respiratorna izdržljivost, opšta izdržljivost, snaga, fleksibilnost (gipkost), jakost, brzina, koordinacija, agilnost, ravnoteža, preciznost.
CrossFit apeluje i na muškarce i žene, a statistička analiza za 2014. godinu pokazala je da su učesnici CrossFit-a jednako po 50% muškarci i 50% žene.
Rastuće interesovanje CrossFit-a na međunarodnom nivou takođe je stvorilo povećanje učešća u olimpijskom dizanju tegova.

### Tabata
Tabata trening je otkrio japanski naučnik Izumi Tabata sa timom istraživača sa nacionalnog instituta za fitnes i sport u Tokiju. Trening se sastoji iz 20 sekundi za vežbu i 10 sekundi za odmor u 8 rundi. Intervalni trening nije novina, ali je popularnost stekao u nekoliko poslednjih godina. Intervali su prvobitni bili dizajnirani za trčanje.

## Crossfit trening dana (WOD)
Crossfit treninzi dana (workout of the day ili WOD) su dobili naziv po osobama, ženama ili po nekim vojnim herojima. Vežbe dana se menjaju svaki dan i ima ih mnogo. Mogu biti prilično zahtevne. Trening dana obično predstavlja kružni trening od nekoliko krugova ili rundi, gde jedan krug ili jedna runda podrazumeva par različitih vežbi, gde je za svaku vežbu utvrđen broj ponavljanja.
Ovo su neki od primera treninga:
Barbara – podrazumeva 5 krugova od po 20 zgibova, 30 sklekova, 40 trbušnjaka, 50 vežbi koje podrazumevaju uključivanje sopstvene snage. Jedini odmor je nakon svakog kruga i to ne duže od 3 minuta.
Endži – 100 zgibova, 100 sklekova, 100 trbušnjaka i 100 čučnjeva koji se oslanjaju isključivo na telesnu snagu, bez ikakvih pomagala (ovo ne preporučujemo da ponavljate više puta ukoliko niste u izuzetno dobroj fizičkoj formi).
Marf – 1 milja (1.602 m) trčanja, 100 zgibova, 200 sklekova, 300 čučnjeva i završite sa istrčavanjem još 1 milju (1.602 m).
Džeki – 1.000 metara veslanja, 50 podizanja tega (težine po izboru), 30 zgibova (poželjno je da se ne pravi pauza između vežbi, ukoliko Vam to kondicija dozvoljava).

## Crossfit igre
Crossfit igre se održavaju svakog leta od 2007 godine. Vežbači se na igrama takmiče u vežbama za koje su saznali samo nekoliko sati ranije, ponekad uključujući iznenađujuće elemente koji nisu deo CrossFit režima. Prethodni primeri uključuju plivanje u gruboj vodi, bacanje bejzbol lopte, penjanje uz zid za penjanje. Igre su zamišljene kao mesto za one "najfit na svetu", gde takmičari treba da budu spremni za sve.
U 2011. godini, Igre su usvojile online format kvalifikacije, omogućavajući učešće vežbača širom sveta. Tokom 5-nedeljnog "CrossFit Open-a", svake sedmice se izdaje novi trening. Vežbači imaju nekoliko dana da završe trening i dostave svoje rezultate na internet, bilo kroz video ili na osnovu potvrđivanja od strane CrossFit podružnice. Pošto je Open dostupan bilo kom nivou vežbača, mnoge podružnice ohrabruju učešće svojih članova i broj učesnika u svetu zna biti u stotinama hiljada.
Top CrossFit Open za pojedince i timove u svakom regionu održava pripremne regionalne događaje, koji se održavaju dva meseca širom sveta. Svaki regionalni događaj kvalifikuje određeni broj svojih finalista koji se šalju na Igre. Igre uključuju podele za pojedince iz svakog pola, timove sa kojima se suočavaju, kao i brojne majstorske i tinejdžerske grupe.

## Poslovni model
Crossfit.inc licencira CrossFit ime teretane za godišnju naknadu i licencira trenere. Pored standardnog dvodnevnog trenerskog kursa (Level 1 Trainer course) specijalni seminari uključuju gimnastiku, olimpijska dizanja, pauerlifting, strongmanske vežbe, trčanje, izdržljivost, veslanje, girje (rusko zvono), mobilnost i oporavak, CrossFit kids, CrossFit fudbal, samoodbranu i napad. Druge adaptacije uključuju programe za trudnice, starije osobe i kandidate za vojne specijalne operacije. CrossFit partneri razvijaju svoje programe, cene i instrukcije. CrossFit koristi prednosti internetskog modela virtuelne zajednice da na najbolji način podeli svoj decentralizovani pristup kao slobodan projekat i omogućava da se iz njega kroz razne prakse izvuče najbolje.

## Kritike
Odnos između Crossfita i fizičkog napora rabdiomiolize je bio predmet spora za kompaniju. Kritičari tvrde da metodologija i sredina kreirana od strane CrossFit trenera predstavlja veliki napor za vežbače i dovode do rizika za razvoj rabdomiolize.
Makimba Mims tvrdi da je patio od rabdiomilize posle završenog crossfit treninga 11. decembra 2005. godine u World gym-u u Manasu (Virđžinija), pod nadzorom nelicenciranog trenera. On je uspešno tužio nelicencirane trenere i dobio 300.000 $ na ime odštete. CrossFit, Inc. nije naveden kao tužena strana u tužbi.

## Prisustvo u medijima
CrossFit, Inc. je različito kritikovan i hvaljen za svoj neobičan pristup socijalnim medijima. Ovaj pristup uključuje objavljivanje članaka i tweet-ova o temama koje se ne tiču fitnesa (uključujući politiku, filozofiju i poeziju) kao i direktnu interakciju sa drugim korisnicima socijalnih medija i kritičara programa kompanije.

## Spoljašnje veze
- Crossfit
- globalna mreža CROSSFIT filijala
- Crossfit igre